# 1084 Tamariwa
Az 1084 Tamariwa (ideiglenes jelöléssel 1926 CC) a Naprendszer kisbolygóövében található aszteroida. Sergei Ivanovich Belyavsky fedezte fel 1926. február 12-én.